# Rio Timbozinho
O rio Timbozinho é um curso de água do estado de Santa Catarina, no Brasil.